# The Good Son
The Good Son är det sjätte studioalbumet av Nick Cave & The Bad Seeds. Det släpptes 1990.

## Låtlista
1. Foi Na Cruz
2. The Good Son
3. Sorrow's Child
4. The Weeping Song
5. The Ship Song
6. The Hammer Song
7. Lament
8. The Witness Song
9. Lucy

## Medverkande artister
- Nick Cave (sång, piano, munspel, orgel, låtskrivande)

The Bad Seeds:
- Blixa Bargeld (sång, gitarr, låtskrivande)
- Mick Harvey (sång, gitarr, basgitarr, slagverk, vibrafon)
- Kid Congo Powers (gitarr)
- Thomas Wydler (trummor, slagverk)

Övriga:
- Roland Wolf (låtskrivande)

## B-sidor & covers
- Sorrow's Child har blivit material för en cover, liksom Lament.
- Midnight Oil har spelat The Good Son.
- Nick har spelat in en variant av Lucy ihop med Shane MacGowan.
- Många artister har gjort covers av The Ship Song, bland andra Heather Nova, Concrete Blonde och Pearl Jam. Videon gjordes av John Hillcoat. Låten spelas även i filmen True Love and Chaos. På singeln är The Train Song b-sida.
- Flera artister har gjort covers av The Weeping Song, bland annat Crowded House. Videon gjordes av Angela Conway. På singeln är Helpless och Cocks 'n' Asses b-sidor, samt ibland en remixad version av singeln själv.

## Kuriosa
- The Train Song, b-sidan till The Ship Song, är baserad på en gammal låt vid namn The How Long, How Long Blues.
- Helpless, en av b-sidorna till The Weeping Song, är en låt av Neil Young.
- Flera par har haft The Ship Song som musik då de gift sig.
- Låttexten i Foi Naz Cruz är delvis på portugisiska. På svenska blir det ungefär "Det var på korset som Jesus en dag straffades för mina synder". Texten dyker upp i en av Nicks favoritfilmer, Pixotte.
- The Witness Song är delvis inspirerad av en gammal gospellåt.
- Cocks 'n' Asses skrev Nick ihop med Victor Van Vugt.